# راجر سی. پیس
راجر سی. پیس (به انگلیسی: Roger Craft Peace) سناتور سابق عضو حزب دموکرات ایالات متحده آمریکا بود. وی در سال ۱۹۴۱ میلادی سناتور ایالت کارولینای جنوبی در سنای ایالات متحده آمریکا بود.